# Pelmeni

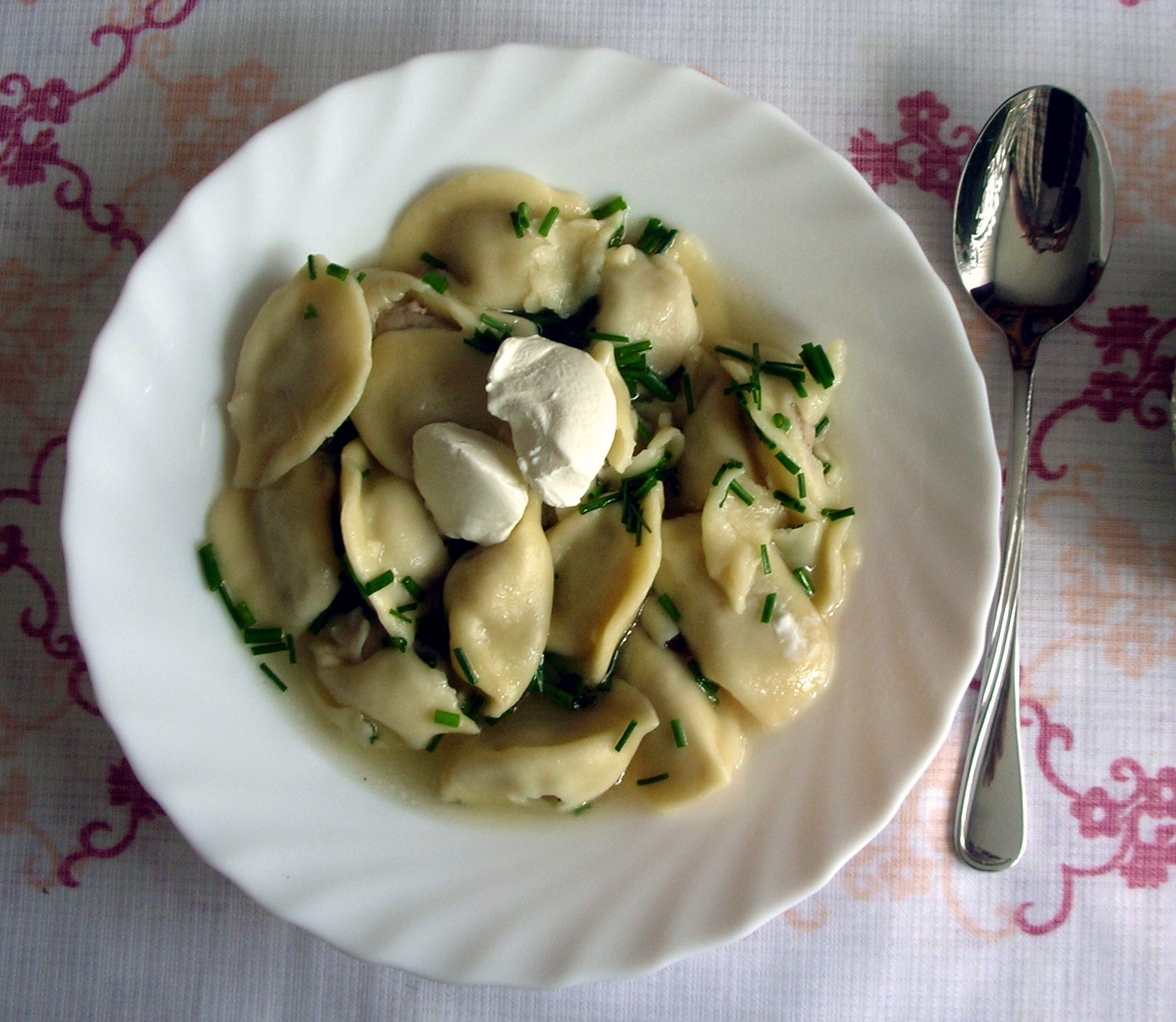
Pelmeni mit Schmand und Schnittlauch

Pelmeni (russisch пельмени) sind ursprünglich aus Russland stammende, in Wasser oder Brühe gekochte und mit Fleisch gefüllte Teigtaschen, die man entweder als Suppeneinlage oder als Hauptgericht isst.
Heute zählen sie zu den russischen Nationalgerichten und sind in allen Teilen des Landes bekannt. Ihr Ursprung liegt vermutlich in den Regionen des Urals, der Wolga und Sibiriens. Die russische Küche soll in diesen Regionen stark von asiatischen Nomaden beeinflusst sein.

## Etymologie und Verbreitung

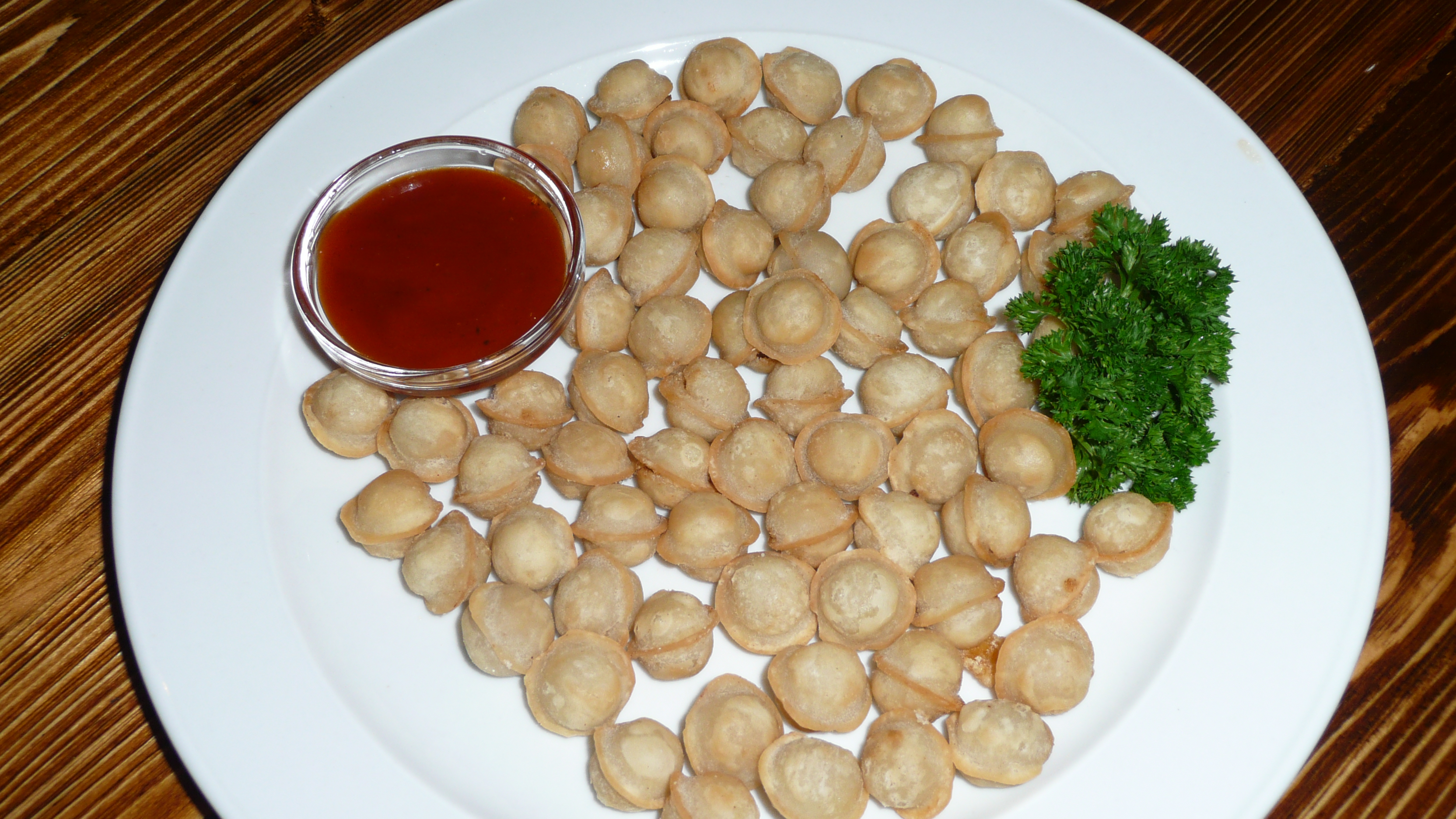
Mini-Pelmeni (Schariki)

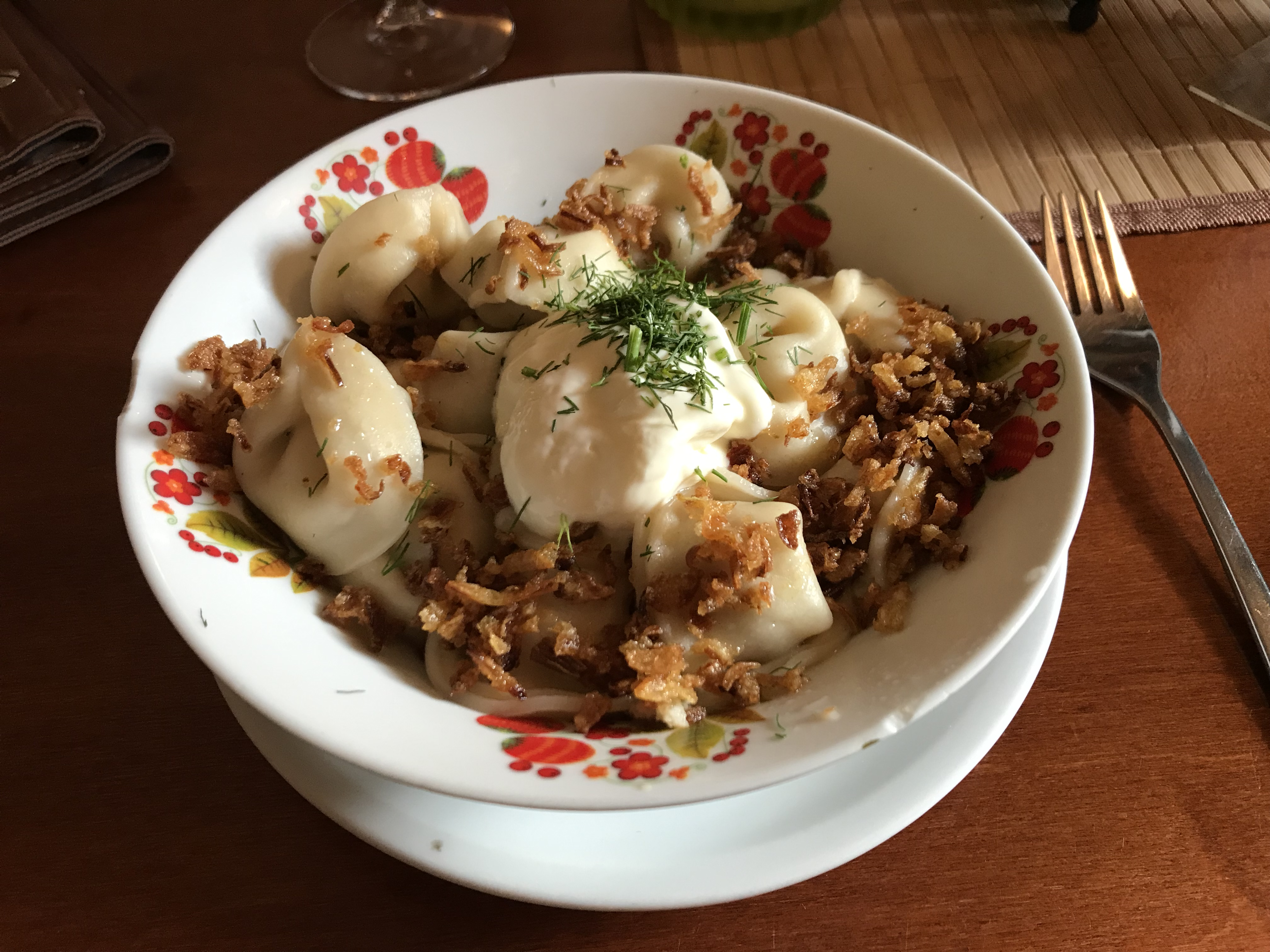
Sibirski Pelmeni – Teigtaschen mit Rind- und Schweinefleisch gefüllt

Zur Herkunft und Verbreitung der Pelmeni gibt es mehrere Hypothesen. Manche Kulturhistoriker sehen sie als Variante der chinesischen Jiaozi, die durch die Mongolen verbreitet worden seien. Andere halten eine Herkunft aus Persien für wahrscheinlicher und den Namen für eine Russifizierung des Begriffs pel'n'an aus der Sprache der Udmurten, eines finnougrischen Volks im westlichen Uralgebiet. In dieser Sprache heißt pel ‚Ohr‘ und n'an ist ein Produkt aus Mehl; im Persischen ist nan die Bezeichnung für Brot. Zwischen den Udmurten und Persien soll es kulturelle Verbindungen gegeben haben. Die Teigtaschen der persischen Küche heißen aber joshpara. Es heißt aber auch, dass Pelmeni ursprünglich aus Sibirien stammen, weil sie sich einfrieren und so lange lagern lassen.
Ähnliche Teigtaschen gibt es auch in anderen Ländern Europas und Asiens. Größenmäßig zwischen Tortellini und Tortelloni, unterscheiden sie sich von diesen, den Ravioli, den schwäbischen Maultaschen oder den chinesischen Jiaozi und Wan Tan durch ihre Füllung, die ausschließlich aus gewürztem Hackfleisch ohne jegliche Füllstoffe besteht. Kaum von Pelmeni unterscheiden sich die der jüdischen Küche entstammenden Kreplach und polnische Uszka; ebenfalls ähnlich sind die kleinen, durch Aufkochen gegarten Mantı, wie sie in Vorderasien zubereitet werden. Weiter entsprechen Zusammensetzung und Garart der Pelmeni den georgischen Chinkali und weitgehend den fleischhaltigeren Varianten der polnischen Pierogi (pierogi z mięsem).
Infolge der Zuwanderung von Menschen aus Russland oder mit russischen Wurzeln bereichern Pelmeni heute auch das kulinarische Angebot im deutschsprachigen Raum, insbesondere in den Ballungszentren (z. B. Berlin). Pelmeni werden sowohl im Fast-Food-Segment (z. B. an Imbissbuden) als auch in Restaurants angeboten, darüber hinaus sind sie auch zur eigenen häuslichen Zubereitung in Lebensmittelläden erhältlich, die auch ein Angebot für die russisch bzw. ukrainisch geprägte Küche bereithalten.

## Zubereitung

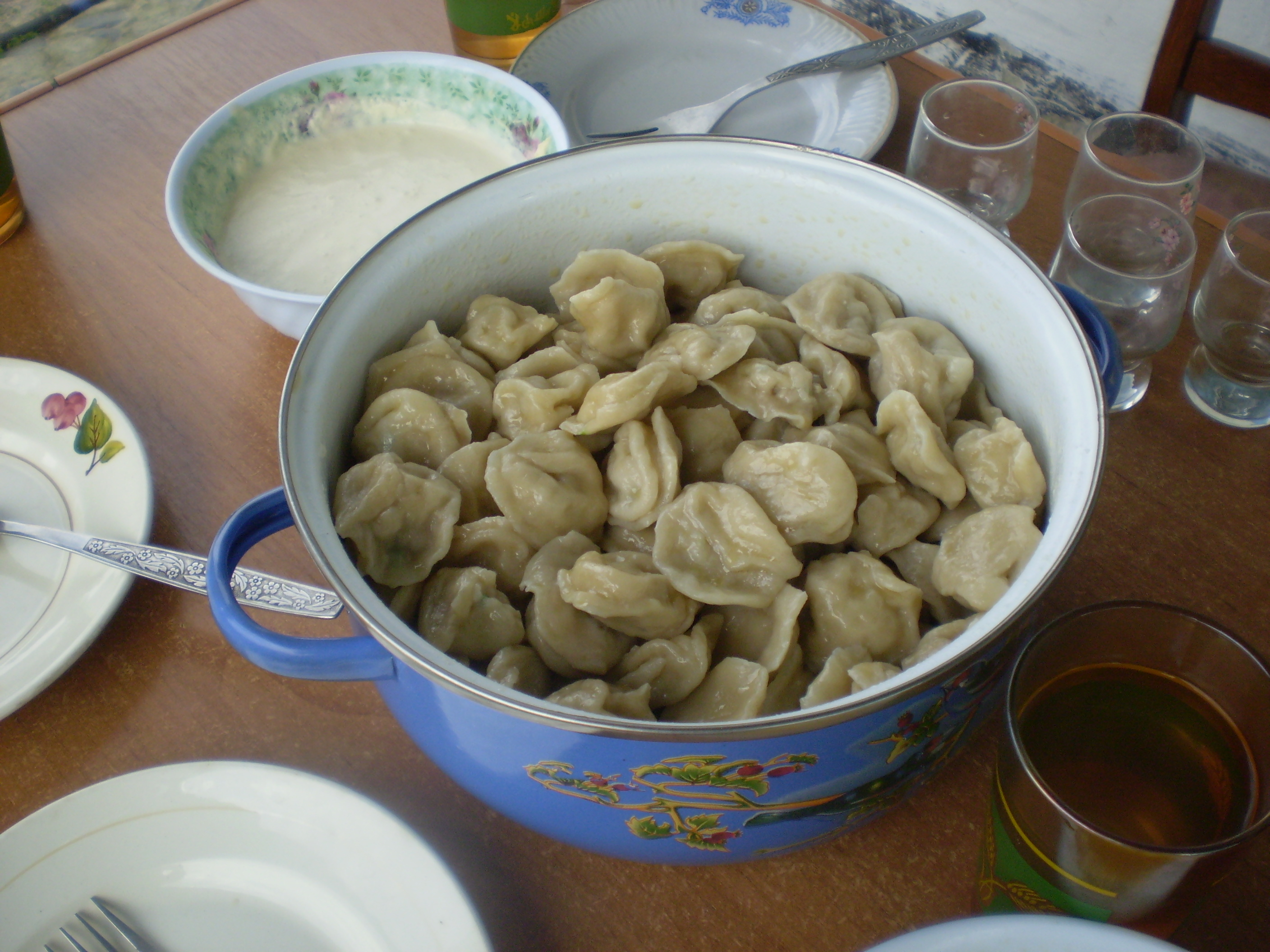
Schüssel mit Pelmeni in der Ukraine

Der Teig der Pelmeni besteht aus Mehl, Salz, Wasser und Ei. Er wird auf verschiedene Weise zu kleinen, runden Teigblättchen verarbeitet, die mit einer Mischung aus Hackfleisch (Schwein, Rind, andere Fleischsorten) mit Zwiebeln, Knoblauch, Salz und Pfeffer gefüllt und sorgfältig verschlossen werden. Anschließend werden die Pelmeni in gesalzenem Wasser oder einer Brühe etwa 5 bis 10 Minuten, je nach Größe, gekocht. Häufig werden außerdem Lorbeerblätter ins kochende Wasser hinzugegeben. Teigtaschen mit Füllungen aus Kartoffeln, Kohl oder süßen Füllungen aus Frischkäse und Beeren heißen Wareniki.
Am schnellsten gelingt die Herstellung von Pelmeni mit einer speziellen Form, der sogenannten Pelmeniza (russisch: пельменница). Darin wird das Hackfleischgemisch in Häufchen zwischen zwei Lagen ausgerollten Teigs gegeben. So vorbereitet werden Teig und Fleischmasse mit einer Teigrolle zusammengepresst. Die Pelmeniza hat an den Rändern der Löcher überstehende scharfe Kanten, die für das Ausstanzen der rohen Pelmeni sorgen (siehe Bildergalerie unten). Allerdings ist die traditionelle Herstellungsform in reiner Handarbeit besser für das Verhältnis zwischen Teig und Füllung. Die Teigdicke sollte immer möglichst gering sein und das Fleischgemisch möglichst durch den Teig hindurchschimmern. Hierfür wird der Teig möglichst dünn ausgerollt und anschließend rund ausgestochen (etwa 7 bis 10 cm im Durchmesser). Jedes Teigstück wird anschließend so mit dem Fleischgemisch belegt und mit den Fingern zu einem Halbkreis zusammengedrückt, dass der Rand so klein wie möglich gehalten wird, dabei die Pelmeni aber gut geschlossen sind – andernfalls könnten sie sich beim Kochen öffnen. Anschließend werden die beiden „Enden“ des Halbkreises miteinander verbunden.
Pelmeni werden traditionell mit Smetana (Schmand), aber auch mit zerlassener Butter und mit Essig, Salz und Pfeffer gegessen.
Zur Haltbarmachung können Pelmeni eingefroren werden. In dieser Form sind sie auch im Einzelhandel bereits vorgefertigt im Angebot.

Zubereitung mit der Pelmeniza
Zuerst wird der Teig auf das Formeisen (sog. Pelmeniza) gelegt und befüllt.
Sobald alle Mulden befüllt sind, geht es weiter.
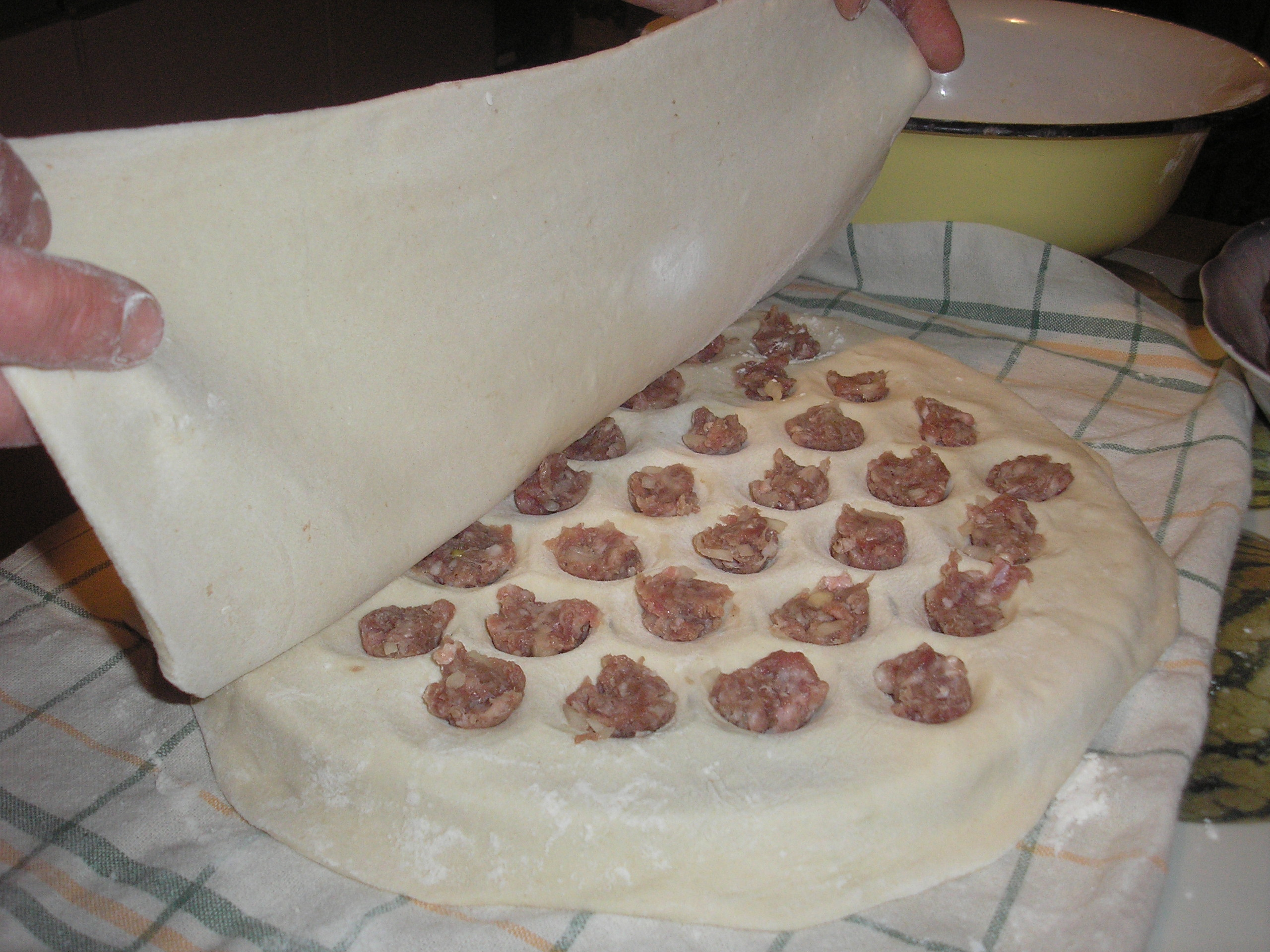
Jetzt wird die zweite Lage Teig auf die Form gelegt.
Die beiden Teigblätter werden nun zusammengepresst und gleichzeitig ausgestochen.
Nun können die fertigen Pelmeni aus der Form genommen und gekocht werden.